# A' Katīgoria 2008-2009
L'edizione 2008-2009 della A' Katīgoria fu la 70ª del massimo campionato di calcio cipriota; vide la vittoria finale dell'APOEL, che conquistò il suo ventesimo titolo.
Capocannoniere del torneo fu Sergio Luis Gardino da Silva del Doxa Katōkopias con 24 reti.

## Formula
Come dalla precedente stagione le 14 squadre partecipanti disputarono inizialmente il campionato incontrandosi in due gironi di andata e ritorno, per un totale di 26 giornate, come nelle precedenti stagioni. Al termine della prima fase retrocedevano direttamente.
A questo punto si formarono tre gironi di quattro squadre: nel primo si decideva lo scudetto e un posto in Coppa Uefa. L'ultima classificata del terzo girone sarebbe stata la terza squadra a retrocedere. Per ciascuno dei tre gironi erano previste sei partite, tre di andata e tre di ritorno.
I punti della prima fase si sommarono a quelli della seconda: in totale, quindi, le squadre disputarono 32 incontri, tranne le ultime due, ferme a 26 incontri. In caso di arrivo in parità di due o più squadra, prevale lo scontro diretto e la classifica avulsa anziché la differenza reti e il numero di gol segnati.

## Classifica finale della Prima Fase
|  |    | Classifica finale I fase | G  | V  | N  | P  | GF | GS | Dif | Pt |
|  | -- | ------------------------ | -- | -- | -- | -- | -- | -- | --- | -- |
|  | 1  | APOEL                    | 26 | 22 | 3  | 1  | 53 | 14 | +39 | 69 |
|  | 2  | Omonia                   | 26 | 21 | 1  | 4  | 61 | 18 | +43 | 64 |
|  | 3  | Anorthōsis (C)           | 26 | 20 | 2  | 4  | 49 | 19 | +30 | 62 |
|  | 4  | AEL Limassol             | 26 | 13 | 4  | 9  | 34 | 30 | +4  | 43 |
|  | 5  | Apollōn Limassol         | 26 | 13 | 4  | 9  | 53 | 34 | +19 | 43 |
|  | 6  | APOP Kinyras (CC)        | 26 | 12 | 4  | 10 | 35 | 35 | +0  | 40 |
|  | 7  | Ethnikos Achnas          | 26 | 11 | 7  | 8  | 34 | 32 | +2  | 40 |
|  | 8  | Doxa Katōkopias          | 26 | 8  | 7  | 11 | 37 | 39 | -2  | 31 |
|  | 9  | AEP Paphos               | 26 | 5  | 12 | 9  | 30 | 38 | -8  | 27 |
|  | 10 | EN Paralimni             | 26 | 6  | 7  | 13 | 23 | 43 | -20 | 25 |
|  | 11 | APEP Pitsilia            | 26 | 5  | 8  | 13 | 28 | 44 | -16 | 23 |
|  | 12 | Alkī Larnaca             | 26 | 4  | 7  | 15 | 27 | 50 | -23 | 19 |
|  | 13 | AEK Larnaca              | 26 | 3  | 6  | 17 | 27 | 45 | -18 | 15 |
|  | 14 | Atromītos Geroskīpou     | 26 | 1  | 4  | 21 | 19 | 69 | -50 | 7  |

G = Partite giocate; V = Vittorie; N = Nulle/Pareggi; P = Perse; GF = Goal fatti; GS = Goal subiti; DIF = Differenza reti;
- (C): Campione nella stagione precedente
- (CC): Vince la Coppa di Cipro

## Seconda Fase
G = Partite giocate; V = Vittorie; N = Nulle/Pareggi; P = Perse; GF = Goal fatti; GS = Goal subiti; DIF = Differenza reti;

### Gruppo A
|  |   | Classifica finale II fase | G  | V  | N | P  | GF | GS | Dif | Pt |
|  | - | ------------------------- | -- | -- | - | -- | -- | -- | --- | -- |
|  | 1 | APOEL                     | 32 | 26 | 4 | 1  | 62 | 17 | +45 | 82 |
|  | 2 | Omonia                    | 32 | 25 | 1 | 5  | 70 | 22 | +48 | 76 |
|  | 3 | Anorthōsis                | 32 | 21 | 4 | 7  | 52 | 26 | +26 | 67 |
|  | 4 | AEL Limassol              | 32 | 13 | 5 | 14 | 38 | 41 | -3  | 44 |

### Gruppo B
|  |   | Classifica finale II fase | G  | V  | N | P  | GF | GS | Dif | Pt |
|  | - | ------------------------- | -- | -- | - | -- | -- | -- | --- | -- |
|  | 5 | Apollōn Limassol          | 32 | 17 | 6 | 9  | 68 | 42 | +26 | 57 |
|  | 6 | Ethnikos Achnas           | 32 | 13 | 8 | 11 | 47 | 45 | +2  | 47 |
|  | 7 | APOP Kinyras (CC)         | 32 | 13 | 6 | 13 | 45 | 49 | -4  | 45 |
|  | 8 | Doxa Katōkopias           | 32 | 10 | 8 | 14 | 46 | 51 | -5  | 38 |

### Gruppo C
|  |    | Classifica finale II fase | G  | V | N  | P  | GF | GS | Dif | Pt |
|  | -- | ------------------------- | -- | - | -- | -- | -- | -- | --- | -- |
|  | 9  | AEP Paphos                | 32 | 7 | 15 | 10 | 39 | 44 | -5  | 36 |
|  | 10 | EN Paralimni              | 32 | 8 | 8  | 16 | 27 | 51 | -24 | 32 |
|  | 11 | APEP Pitsilia             | 32 | 7 | 10 | 15 | 33 | 51 | -18 | 31 |
|  | 12 | Alkī Larnaca              | 32 | 6 | 9  | 17 | 39 | 59 | -20 | 27 |

## Verdetti
- Anorthosis Campione di Cipro 2008-2009.
- Alki Larnaca, AEK Larnaca ed Atromitos Geroskipou retrocesse in Seconda Divisione.

### Qualificazioni alle Coppe europee
- UEFA Champions League 2009-2010: APOEL qualificato al secondo turno preliminare.
- UEFA Europa League 2009-2010: Anorthosis qualificato al primo turno preliminare, Omonia qualificato al secondo turno preliminare e APOP Kinyras (come vincitore di Coppa) qualificata al terzo turno preliminare.

## Risultati

### Prima Fase

#### Tabellone
|                        | AEK  | AEL  | AEP  | ALK  | ANR  | APP  | APN  | APL  | APK  | ATR  | DXK  | ETH  | ENP  | OMN  |
| ---------------------- | ---- | ---- | ---- | ---- | ---- | ---- | ---- | ---- | ---- | ---- | ---- | ---- | ---- | ---- |
| AEK Larnaca            | –––– | 2-0  | 1-1  | 1-1  | 1-3  | 0-2  | 0-1  | 1-5  | 1-2  | 5-0  | 2-2  | 1-1  | 2-2  | 2-5  |
| AEL Limassol           | 1-0  | –––– | 2-1  | 2-2  | 0-2  | 0-0  | 0-1  | 1-0  | 1-1  | 2-1  | 2-1  | 2-0  | 1-1  | 0-2  |
| AEP Paphos             | 0-3  | 0-1  | –––– | 5-2  | 2-2  | 1-1  | 2-2  | 1-2  | 2-2  | 1-0  | 2-1  | 0-0  | 0-2  | 2-3  |
| Alki Larnaca           | 1-0  | 1-2  | 2-2  | –––– | 0-2  | 3-1  | 1-0  | 0-3  | 1-3  | 2-2  | 1-2  | 0-1  | 2-1  | 0-1  |
| Anorthosis Famagosta   | 1-0  | 2-1  | 0-0  | 2-1  | –––– | 3-0  | 1-2  | 2-1  | 2-0  | 3-0  | 2-0  | 2-1  | 1-0  | 1-2  |
| APEP Pitsilia          | 1-0  | 0-1  | 0-1  | 2-1  | 1-2  | –––– | 1-1  | 1-2  | 0-1  | 2-1  | 3-3  | 2-2  | 0-0  | 1-3  |
| APOEL Nicosia          | 2-0  | 4-0  | 4-1  | 3-1  | 1-0  | 4-0  | –––– | 4-1  | 1-0  | 4-0  | 3-2  | 3-0  | 1-0  | 3-2  |
| Apollon Limassol       | 1-0  | 1-3  | 4-1  | 7-1  | 1-2  | 1-1  | 0-1  | –––– | 3-1  | 2-1  | 0-2  | 2-1  | 4-0  | 0-2  |
| APOP Kinyras           | 2-0  | 1-3  | 0-0  | 1-0  | 0-3  | 1-0  | 1-2  | 1-1  | –––– | 3-1  | 2-1  | 1-2  | 1-3  | 2-0  |
| Atromītos Geroskīpou   | 1-0  | 0-3  | 2-2  | 1-1  | 1-6  | 1-5  | 0-1  | 3-6  | 0-2  | –––– | 1-5  | 0-1  | 1-1  | 0-5  |
| Doxa Katokopias        | 2-2  | 3-2  | 1-0  | 1-1  | 0-1  | 3-2  | 0-2  | 2-2  | 2-0  | 2-1  | –––– | 0-0  | 0-1  | 1-2  |
| Ethnikos Achna         | 2-1  | 3-1  | 1-3  | 2-1  | 0-1  | 2-2  | 1-1  | 1-1  | 1-4  | 2-1  | 2-0  | –––– | 2-1  | 2-1  |
| Enosi Neon Paralimniou | 2-1  | 0-3  | 0-0  | 1-1  | 0-3  | 4-0  | 0-1  | 0-3  | 1-2  | 1-0  | 1-1  | 0-4  | –––– | 0-2  |
| Omonia Nicosia         | 4-1  | 1-0  | 0-0  | 2-0  | 4-0  | 3-0  | 0-1  | 1-0  | 4-1  | 2-0  | 2-0  | 1-0  | 7-1  | –––– |